# غزلان (إعلامية)
غزلان الإماراتية (11 فبراير 1977 -)، ممثلة وإعلامية إماراتية. قدمت ومثلت عدد كبير من البرامج والمسلسلات.

## الأعمال

### مسلسلات[1]
| سنة الإنتاج | اسم المسلسل       | الدور |
| ----------- | ----------------- | ----- |
| 2000        | خليل في مهب الريح |       |
| 2000        | حاير طاير 2       |       |
| 2000        | التوش منكم لكم    |       |
| 2001        | حاير طاير 3       |       |
| 2001        | الكفن             | شيخة  |
| 2002        | آخر أيام العمر    |       |
| 2009        | الجيران           |       |
| 2010        | متعب القلب        | جود   |
| 2011        | طماشة 3           |       |

### مسرحيات
- عشنا وشفنا 2010

## برامج
شاركت في تقديم العديد من البرامج التلفزيونة على قناة سما دبي وغيرها، وقدمت برامج من بينها "المراسي" و"صباح الخير يا بلادي"، وغالبيتها برامج موجهة للمرأة والأسرة. وقد صرحت في لقاء معها عن رغبتها في تقديم برنامج باسم "فضفضة" يدور حول الصحة النفسية ولكن تم رفضه.

## مسلسل ناس وناس
شاركت غزلان في مسلسل ناس وناس عام 2003 (تأليف طارق عثمان وإخراج عبد العزيز المنصور) وصورت بالفعل 220 مشهد من أصل 280 ، لكن وحسب فريق العمل، توقفت عن حضور التصوير دون إبلاغهم، وبعد التواصل معها، أخبرتهم، على حد قولهم، بأنها "اعتزلت الفن ولا تريد أن تكمل التصوير"، وتم إلغاء كافة مشاهدها واستبدال شخصيتها بالممثلة البحرينية زينب العسكري، ووفقًا لطارق الشمري، مدير الإنتاج في شركة النظائر المنتجة للمسلسل: "الفنانة هدى الخطيب حاولت التوسط في القضية لكن من دون فائدة، وكان ردها نفس رد عمر غباشي، الامر الذي جعلنا نبدلها بالفنانة البحرينية زينب العسكري، ونستأنف التصوير من جديد وكان موقفا لانحسد عليه أبدا، فأغلب الممثلين لديهم ارتباطات اخرى وكذلك الفنيين، وبالتالي تكبدنا خسائر جمة من جراء انسحابها، ونحن بالفعل أقمنا دعوى قضائية عليها نطالبها بدفع تعويض لنا لا يقل عن 80 ألف دينار أي ما يعادل 240 ألف دولار.".

## وصلات خارجية
- غزلان الإماراتية على موقع قاعدة بيانات الأفلام العربية